# Rafael Henche de la Plata
Rafael Henche de la Plata né à Alcalá de Henares le 17 novembre 1886 et mort à Madrid le 11 septembre 1961, est un homme politique républicain espagnol.

## Biographie
Rafael Henche de la Plata est membre du PSOE. Il est le maire de Madrid durant la guerre d'Espagne.